# あしたのナオコちゃん
『あしたのナオコちゃん』は、中西裕による日本の4コマ漫画作品である。白泉社の『月刊コミコミ』で連載されていた。
河合奈保子ら80年代のアイドルなどをデフォルメ化した4コマ漫画。おニャン子クラブは集団グループと素人さを滑稽にアレンジされ、とんねるずは石橋と木梨のキャラを顔を似せてほぼ本物に近くしている。明石家さんまは共演の女性タレントのネタでさんまがナンパしようと「連れて来いや！」と命令するが、なぜかマネージャー(吉本興業なのに関西弁ではなく標準語)がナンパしさんまが激怒してっつこむというものだった。

## 書誌情報
- 中西裕 『あしたのナオコちゃん』 白泉社〈ジェッツコミックス〉、全4巻
  1. 1巻 1984年8月30日 ISBN 4-592-13037-5
  2. 2巻 1985年8月28日 ISBN 4-592-13059-6
  3. 3巻 1986年7月1日 ISBN 4-592-13089-8
  4. 4巻 1987年10月31日 ISBN 4-592-13115-0